# È mezzanotte... butta giù il cadavere
È mezzanotte... butta giù il cadavere è un film del 1966 diretto da Guido Zurli.

## Trama
Ridotte sul lastrico tre sorelle (Sibilla, Elena e Micaela) si organizzano e compiono un furto in una gioielleria per evitare la vendita del palazzo di famiglia. Pensano di aver risolto i loro problemi ma strane cose succedono tanto che iniziano a sospettare l'una dell'altra. L'arrivo di un gruppo di amici di Micaela e di Ernesto, il marito di Sibilla, potrebbe compromettere la trattativa con un ricettatore tedesco. 
Iniziano a comparire dei cadaveri e tra le sorelle i rapporti si deteriorano, rimane solo Sibilla ma questa viene uccisa da Ernesto che si era finto morto ma nemmeno lui potrà godersi il bottino.